# The Divine Woman
The Divine Woman is een Amerikaanse dramafilm uit 1928 onder regie van Victor Sjöström. De film is verloren gegaan. De film is vernietigd in een brand die uitbrak in een opslagfaciliteit van Metro-Goldwyn-Mayer in 1965.  Het is de enige film van Greta Garbo die nu behoort tot een Verloren film. Er bestaat alleen nog een klein gedeelte van 9 minuten.

## Verhaal
Lucien moet 's nachts voor zijn werk de zee op. Zijn vriendin Marianne wil niet dat hij vertrekt. Ze heeft slechts één dag om Lucien over te halen.

## Rolverdeling
| Acteur            | Personage        |
| ----------------- | ---------------- |
| Greta Garbo       | Marianne         |
| Lars Hanson       | Lucien           |
| Lowell Sherman    | Henry Legrand    |
| Polly Moran       | Mevrouw Pigonier |
| Dorothy Cumming   | Zizi Rouck       |
| Johnny Mack Brown | Jean Lery        |
| Cesare Gravina    | Gigi             |
| Paulette Duval    | Paulette         |
| Jean De Briac     | Toneelregisseur  |